# 1989년 롯데 자이언츠 시즌
1989년 롯데 자이언츠 시즌은 롯데 자이언츠가 KBO 리그에 참가한 8번째 시즌이며, 어우홍 감독이 팀을 이끈 마지막 시즌인데 전년도 시즌 뒤 선수회를 주도한 최동원에 대해 구단이 보복성 트레이드를 단행한 데 이어  선수회 포기각서에 서명을 거부한 김용철마저 트레이드시키면서  선수단의 골격이 흔들려버렸다.
게다가, 최동원과 맞바꾼 김시진이 롯데 이적 후 첫 등판인 1989년 4월 14일 사직 OB전에서 14이닝 동안 219개의 공을 던지는 오기를 발휘하면서 완투승(2-1)을 기록했으나 그 후유증으로 오른쪽 팔꿈치에 이상이 생겨 내리 4연패를 당하는 등 같은 해 4승(3선발승) 9패로 부진했고 이로 인해 4월까지는 4위권을 유지했으나 5월 이후 연패를 거듭하여 꼴찌로 추락해  팀은 MBC 청룡에 반 경기 차로 밀리며 7팀 중 정규시즌 최하위에 그쳤고 이 과정에서 조동래 사장과 박종환 전무가 1989년 6월 27일 사표를 제출했으며 1987년 10월 29일부터 2년 계약으로 취임한 어우홍 감독이 1989년 11월 말까지 임기가 남아있었음에도 감독직에서 물러났고 김진영 감독이 부임하면서 계약기간이 남아있었던 김용희 임태호 코치 외의 코칭스태프 전원이 팀을 떠나야 했다. 
이 탓인지 김시진은 롯데 이적 첫 해인 1989년 3선발승에 그쳐 100선발승 문턱에서 주저앉았으나 다음 해 첫 승(4월 25일 OB전)을 첫 개인 100선발승으로 장식했는데 이 승리가 완봉승이라  기쁨이 두 배였지만 김시진 이후 100선발승 투수는 한동안 나오지 않았다가 1995년 같은 팀 윤학길이 9월 15일 인천 태평양전에서 8이닝 5안타 2실점으로 선발승을 거둬 역대 두 번째 100선발승 투수가 됐다.

## 타이틀
- 올스타 선발: 한영준 (3루수), 허규옥 (외야수)
- 올스타전 추천선수: 윤학길, 한문연, 김민호
- 미스터올스타: 허규옥
- 컴투스프로야구 80년대 롯데 자이언츠 라인업: 서호진 (중계투수), 김청수 (마무리투수), 허규옥 (좌익수)
- 컴투스프로야구 트레이드 사가 라인업: 김시진 (선발투수), 장효조 (우익수)
- 출장(타자): 한영준 (120)
- 타석: 한영준 (516)
- 실질타석: 한영준 (506)
- 고의4구: 김민호 (13)
- 희생타: 조성옥 (18)
- 선발등판: 윤학길 (30)
- 완투: 윤학길 (18)
- 이닝: 윤학길 (250)
- 상대한 타자 수: 윤학길 (1013)

## 선수단
- 선발투수 : 윤학길, 서정용, 김시진, 박동수
- 구원투수 : 윤동배, 안창완, 장태수, 노상수
- 마무리투수 : 김청수, 서호진, 이상번, 정종헌, 전용권, 구명근
- 포수 : 한문연, 김용운, 전종화, 차영석, 김선일
- 1루수 : 김민호, 김재상
- 2루수 : 정구선, 이재성, 정학수, 현남수, 박영태
- 유격수 : 박태호, 박상국, 오대석, 김인호
- 3루수 : 한영준, 김용희
- 좌익수 : 허규옥, 김응국, 정국헌, 이창원
- 중견수 : 최계영, 김상우
- 우익수 : 장효조, 이종운, 유두열
- 지명타자 : 조성옥, 추상완

## 여담
- 한영준은 9월 30일 MBC 청룡과의 경기에서 KBO 리그 역대 최초로 단일 시즌 500타석을 달성했다.
- 윤학길은 이 시즌 KBO 리그 역대 단일 시즌 태평양 돌핀스 상대 최다 피3루타(3) 기록을 세웠다.
- 김청수는 이 시즌 KBO 리그 역대 단일 시즌 태평양 돌핀스 상대 최다 고의4구 허용(7) 기록을 세웠다.
- 김청수는 이 시즌 월요일 경기에서 고의4구 3개를 허용하여 KBO 리그 역대 단일 시즌 월요일 경기 최다 기록을 세웠다.

## 같이 보기
- 1990년 롯데 자이언츠 시즌
- 1991년 롯데 자이언츠 시즌